# Frank De Bleeckere
Frank De Bleeckere (ur. 1 lipca 1966 w Oudenaarde) – belgijski sędzia piłkarski.

## Kariera
24 marca 2001 roku prowadząc mecz eliminacyjny do MŚ 2002 między Cyprem a Irlandią zadebiutował jako międzynarodowy sędzia. Goście wygrali ten mecz 4-0. Sędziował 4 mecze na MŚ 2006. Prowadził półfinał Pucharu UEFA pomiędzy Hamburger SV a Werder Brema w 2009 roku. Arbiter główny Superpucharu UEFA pomiędzy FC Barcelona a Szachtarem Donieck w 2009 roku.